# Hydroporus nanpingensis
Hydroporus nanpingensis är en skalbaggsart som beskrevs av Toledo och Paolo Mazzoldi 1996. Hydroporus nanpingensis ingår i släktet Hydroporus och familjen dykare. Inga underarter finns listade i Catalogue of Life.